# Aylsham
Aylsham este un oraș în comitatul Norfolk, regiunea East of England, Anglia. Orașul se află în districtul North Norfolk.